# Tyran De Lattibeaudiere
Tyran De Lattibeaudiere est né le 25 janvier 1991 à Kingston, est un joueur jamaïcain de basket-ball. Il évolue aux postes d'ailier et d'ailier fort.

## Biographie
Le 1er août 2022, il s'engage avec l'Orléans Loiret Basket pour une saison en Pro B. 
Le 23 août 2023, il s'engage avec l'Hapoel Afula pour une saison dans le championnat d'Israël. 